# 2006年冬季奥林匹克运动会立陶宛代表团
2006年冬季奧林匹克運動會立陶宛代表團是立陶宛所派出的2006年冬季奧林匹克運動會代表團。该国在该届冬奥共派出7名选手参加4个大项的比赛。